# Пилипенко Сергій Іванович
Сергі́й Іва́нович Пилипенко — учасник Афганської війни 1979–1989 років, майор запасу.
Проживає в місті Суми, голова Сумської обласної Спілки ветеранів Афганістану з 2004 року.

## Нагороди
- орден Богдана Хмельницького 3 ступеня (лютий 2009)
- орден «За заслуги» III ступеня (13.2.2015)